# Ronde van Italië 2016/Tweede etappe

De tweede etappe van de Ronde van Italië 2016 begon op 7 mei 2016 in de Nederlandse stad Arnhem in de Nederlandse provincie Gelderland. Deze etappe met de finish in de stad Nijmegen was 190 kilometer lang en werd gewonnen door de Duitser Marcel Kittel van Etixx-Quick Step, die de sprint won van Fransman Arnaud Démare van FDJ en Italiaan Sacha Modolo van Lampre-Merida. Beste Nederlander werd Moreno Hofland op plek 4.

## Route
De start was om 12.25 op het Kerkplein in Arnhem. Het peloton verliet Arnhem via een ronde via de John Frostbrug en de Nelson Mandelabrug naar Oosterbeek. Vandaar werd richting Hoenderloo gegaan en de route gaat verder langs Otterlo, Ede, Bennekom, Rhenen, Aalst, Ommeren, Tiel, Overasselt naar Malden waar een tussensprint is. Hierna gaat de route via Groesbeek naar Berg en Dal waar een tweede tussensprint is en vervolgens kort door Duitsland bij Wyler. Weer in Nederland wordt bij Ubbergen de Holleweg naar Berg en Dal beklommen en hier waren de eerste punten voor het bergklassement te verdienen. De route gaat hierna naar Nijmegen waar drie rondes gereden worden via De Oversteek, Lent en de Waalbrug en de finish ligt op de Oranjesingel.

## Verloop
Direct na de start gaan Giacomo Berlato, Omar Fraile en Maarten Tjallingii weg. Tjallingii won beide tussensprints en Fraile pakte de bergtrui. In de eerste van drie rondes in Nijmegen worden Fraile en Tjallingii ingelopen en in de tweede omloop ook Berlato. Marcel Kittel won de etappe door de sprint van het peloton te winnen.

## Uitslag
| Arnhem - Nijmegen (190 km) |                      |                    |          |
| Plaats                     | Naam                 | Ploeg              | Tijd     |
| Winnaar                    | Marcel Kittel        | Etixx-Quick Step   | 4u38'31" |
| 2                          | Arnaud Démare        | FDJ                | z.t.     |
| 3                          | Sacha Modolo         | Lampre-Merida      | z.t.     |
| 4                          | Moreno Hofland       | Team LottoNL-Jumbo | z.t.     |
| 5                          | Nicola Ruffoni       | Bardiani CSF       | z.t.     |
| 6                          | Aleksandr Porsev     | Team Katjoesja     | z.t.     |
| 7                          | Caleb Ewan           | Orica GreenEDGE    | z.t.     |
| 8                          | Kristian Sbaragli    | Dimension Data     | z.t.     |
| 9                          | Andrey Amador        | Movistar Team      | z.t.     |
| 10                         | Giacomo Nizzolo      | Trek-Segafredo     | z.t.     |
| 11                         | Paolo Simion         | Bardiani CSF       | z.t.     |
| 12                         | Nikias Arndt         | Giant-Alpecin      | z.t.     |
| 13                         | Elia Viviani         | Team Sky           | z.t.     |
| 14                         | Eduard-Michael Grosu | Nippo-Vini Fantini | z.t.     |
| 15                         | André Greipel        | Lotto Soudal       | z.t.     |
|                            |                      |                    |          |
| 57                         | Tim Wellens          | Lotto Soudal       | z.t.     |

## Klassementen
| Algemeen klassement |                   |                             |          |
| Plaats              | Naam              | Ploeg                       | Tijd     |
| Roze trui           | Tom Dumoulin      | Team Giant-Alpecin          | 4u49'34" |
| 2                   | Primož Roglič     | Team LottoNL-Jumbo          | z.t.     |
| 3                   | Marcel Kittel     | Etixx-Quick Step            | + 1"     |
| 4                   | Andrey Amador     | Movistar Team               | + 6"     |
| 5                   | Tobias Ludvigsson | Team Giant-Alpecin          | + 8"     |
| 6                   | Moreno Moser      | Cannondale Pro Cycling Team | + 12"    |
| 7                   | Bob Jungels       | Etixx-Quick Step            | + 13"    |
| 8                   | Matthias Brändle  | IAM Cycling                 | + 14"    |
| 9                   | Silvan Dillier    | BMC Racing Team             | + 16"    |
| 10                  | Roger Kluge       | IAM Cycling                 | z.t.     |
|                     |                   |                             |          |
| 30                  | Tim Wellens       | Lotto Soudal                | + 28"    |

| Puntenklassement |                    |                    |        |
| Plaats           | Naam               | Ploeg              | Punten |
| Rode trui        | Marcel Kittel      | Etixx-Quick Step   | 56     |
| 2                | Maarten Tjallingii | Team LottoNL-Jumbo | 40     |
| 3                | Arnaud Démare      | FDJ                | 35     |
| 4                | Sacha Modolo       | Lampre-Merida      | 29     |
| 5                | Giacomo Berlato    | Nippo-Vini Fantini | 20     |

| Bergklassement |                    |                    |        |
| Plaats         | Naam               | Ploeg              | Punten |
| Blauwe trui    | Omar Fraile        | Dimension Data     | 3      |
| 2              | Maarten Tjallingii | Team LottoNL-Jumbo | 2      |
| 3              | Giacomo Berlato    | Nippo-Vini Fantini | 1      |

| Jongerenklassement |                   |                    |          |
| Plaats             | Naam              | Ploeg              | Tijd     |
| Witte trui         | Tobias Ludvigsson | Team Giant-Alpecin | 4u49'42" |
| 2                  | Bob Jungels       | Etixx-Quick Step   | + 5"     |
| 3                  | Damien Howson     | Orica GreenEDGE    | + 11"    |
| 4                  | Łukasz Wiśniowski | Etixx-Quick Step   | + 12"    |
| 5                  | Michael Hepburn   | Orica GreenEDGE    | z.t.     |

| Ploegenklassement (tijd) |                    |           |
| Plaats                   | Ploeg              | Tijd      |
| 1                        | Team Giant-Alpecin | 14u29'06" |
| 2                        | Team LottoNL-Jumbo | + 15"     |
| 3                        | Etixx-Quick Step   | + 20"     |
| 4                        | IAM Cycling        | + 36"     |
| 5                        | Movistar Team      | + 37"     |

## Opgaves
Geen

## Afbeeldingen

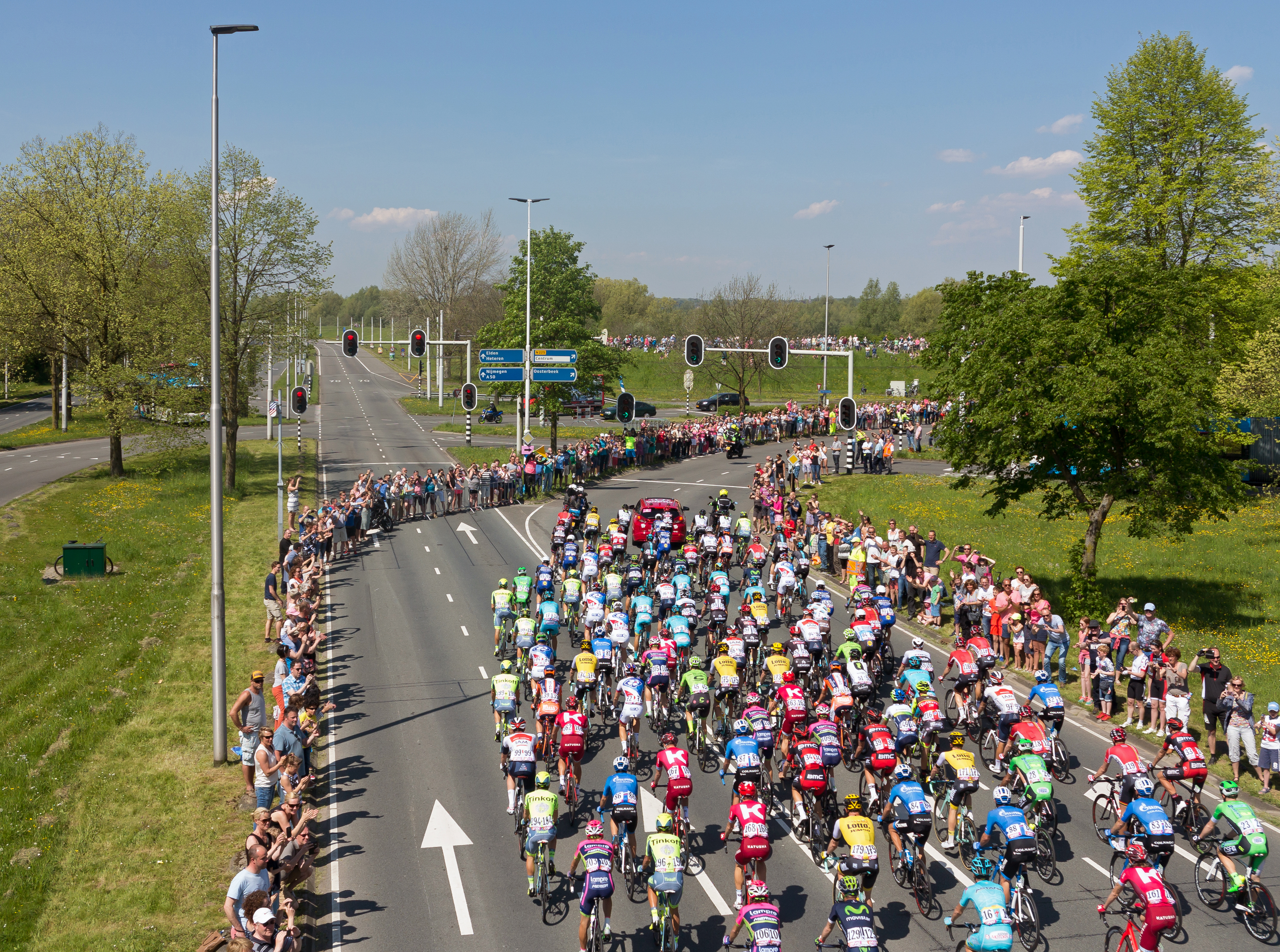
Het peloton vertrekt uit Arnhem.
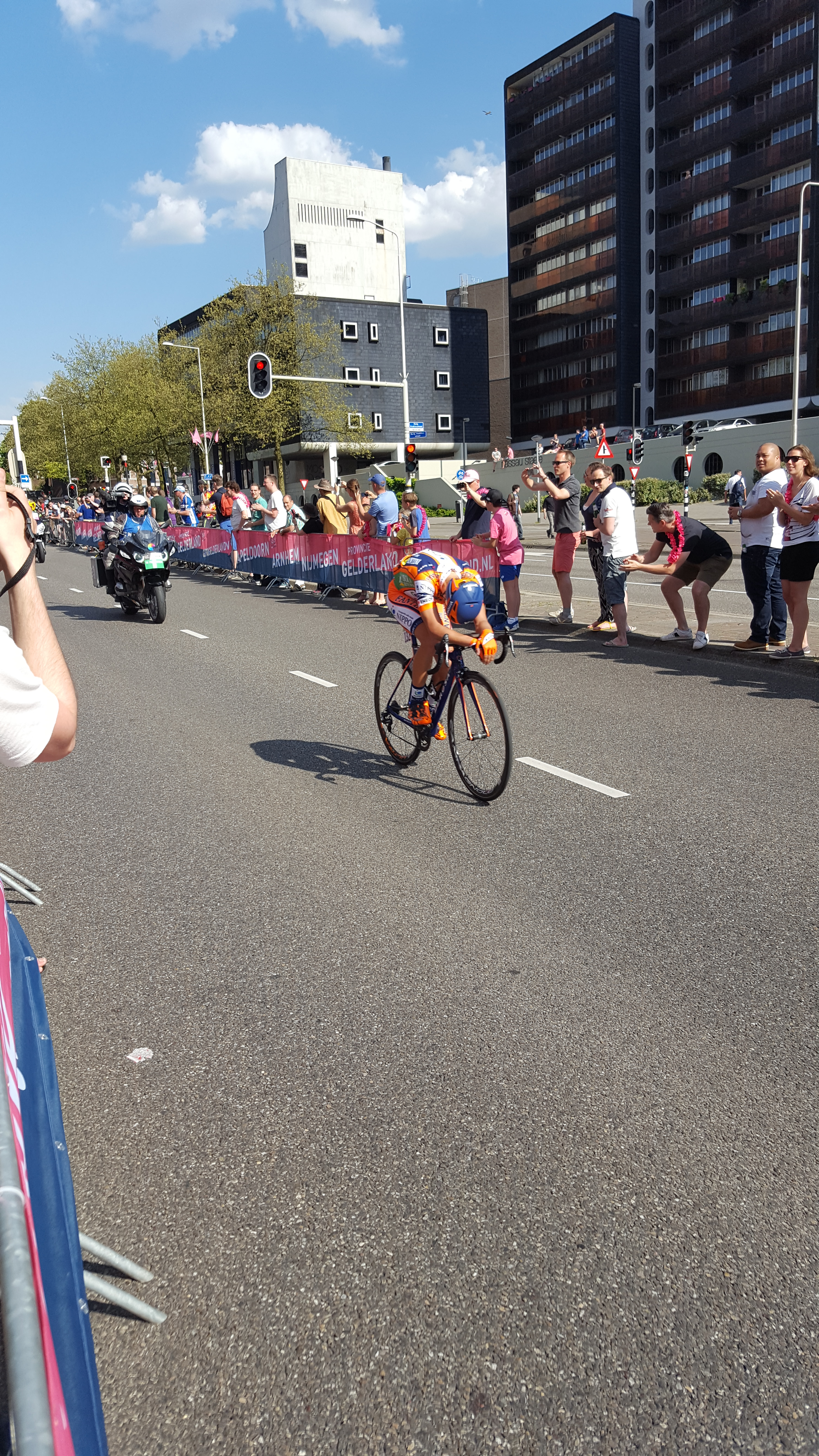
Giacomo Berlato is de enige overblijver van een kopgroep van drie in de tweede van drie omlopen in Nijmegen.
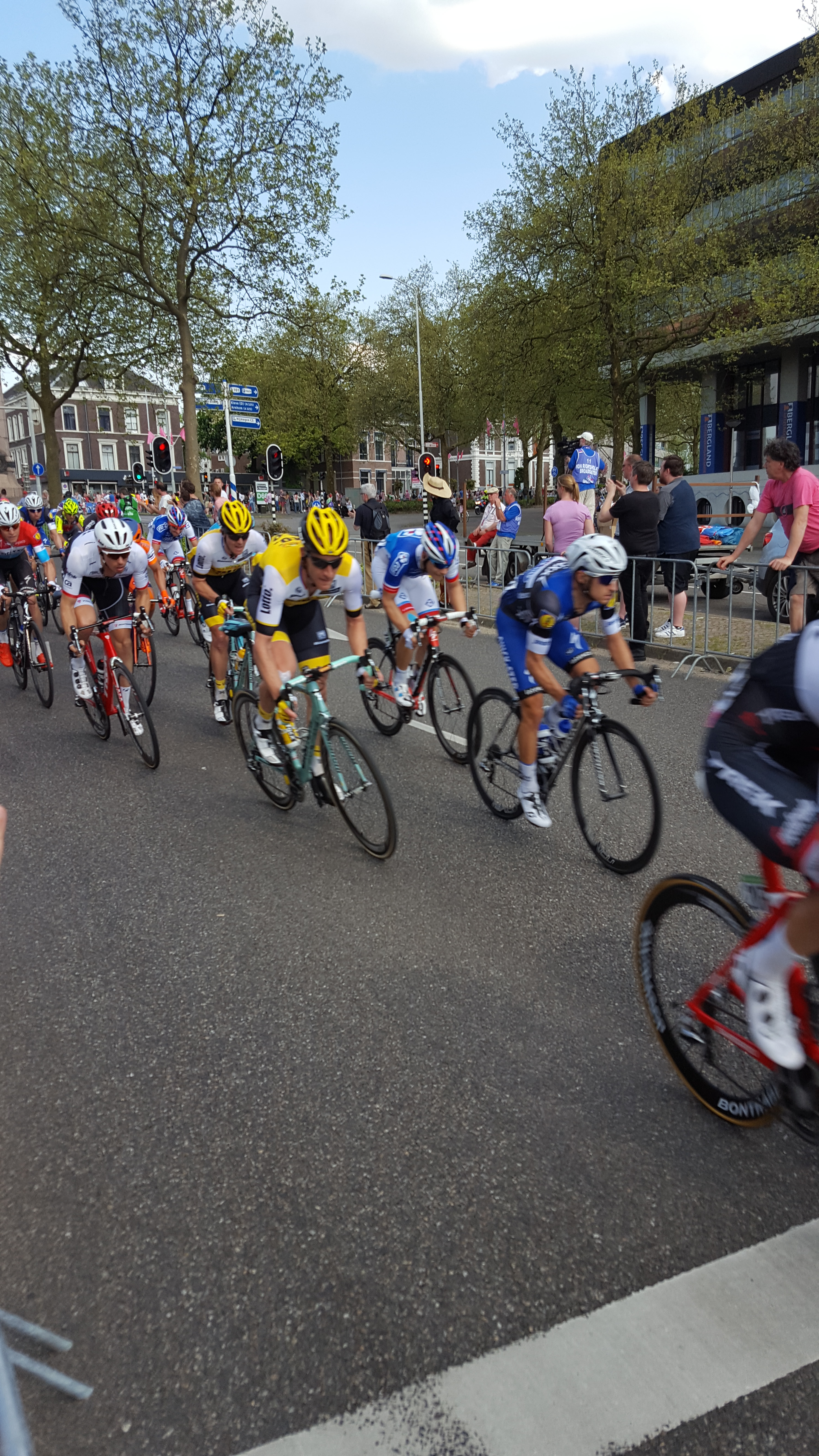
Het peloton is gegroepeerd tijdens de derde en laatste omloop in Nijmegen.

1e etappe ·
2e etappe ·
3e etappe ·
4e etappe ·
5e etappe ·
6e etappe ·
7e etappe ·
8e etappe ·
9e etappe ·
10e etappe ·
11e etappe ·
12e etappe ·
13e etappe ·
14e etappe ·
15e etappe ·
16e etappe ·
17e etappe ·
18e etappe ·
19e etappe ·
20e etappe ·
21e etappe
Startlijst · Eindstanden · Afbeeldingen